# Kurt Furgler
Kurt Furgler (ur. 24 czerwca 1924 w Sankt Gallen, zm. 23 lipca 2008) – polityk szwajcarski, trzykrotny prezydent Konfederacji Szwajcarskiej.
Studiował prawo na uniwersytetach we Fryburgu, Zurychu i Genewie oraz w Instytucie Stosunków Międzynarodowych w Genewie, miał tytuł doktora praw. Od 1950 prowadził praktykę adwokacką w kantonie Sankt Gallen, jednocześnie rozpoczął działalność polityczną w szeregach Chrześcijańsko-Demokratycznej Partii Ludowej. Był kolejno sekretarzem i przewodniczącym kantonalnej organizacji partyjnej w Sankt Gallen. W latach 1954–1971 był członkiem Rady Narodowej (jednej z izb parlamentu), brał udział w pracach kilku komisji (wojskowej, spraw zagranicznych, specjalnej śledczej) oraz kierował frakcją parlamentarną Chrześcijańsko-Demokratycznej Partii Ludowej.
Od grudnia 1971 do grudnia 1986 zasiadał w Radzie Związkowej (rządzie Szwajcarii). Zajął w rządzie miejsce Ludwiga van Moosa i objął kierownictwo resortu sprawiedliwości i policji. W 1983 przeszedł na stanowisko ministra spraw gospodarczych, jednocześnie trzykrotnie był wiceprezydentem (1976, 1980, 1984) i prezydentem Szwajcarii (1977, 1981, 1985). 31 grudnia 1986 został zastąpiony w Radzie Związkowej przez Arnolda Kollera.